# 인도고무나무
인도고무나무(Ficus elastica)는  뽕나무과 무화과나무속의 상록 교목이다. 잎은 두껍고 윤기가 있다. 꽃은 여름에 피고, 무화과 비슷한 열매를 맺는다.

## 같이 보기
- 고무나무
- 무화과나무속